# Универзитети у Немачкој
Ово је листа универзитета у Немачкој. Неких седамнаест немачких универзитета је у најбољих 250 универзитета у свету. 
Генерално, државни немачки универзитети не наплаћују школарину. На многим универзитетима ово се обично односи и на стране студенте, иако се прописи за стране држављане који нису из ЕУ разликују регионално. Универзитети могу наплаћивати мале накнаде за административне трошкове.
Према подацима, у зимском семестру 2021/22. у Немачкој је било 422 институција високог образовања. Од тога, 108 су били универзитети, 6 учитељских факултета, 16 богословских факултета, 52 уметничких факултета, 210 техничких факултета и 30 факултета јавних служби. Од сви, 115 су приватни универзитети.

## Универзитети поређани по годинама оснивања
| Универзитет                   | Година оснивања | Број студената | Место      |
| ----------------------------- | --------------- | -------------- | ---------- |
| Универзитет у Хајделбергу     | 1386            | 31,500         | Хајделберг |
| Универзитет у Лајпцигу        | 1409            | 29,500         | Лајпциг    |
| Универзитет у Ростоку         | 1419            | 14,000         | Росток     |
| Универзитет у Грајфсвалду     | 1456            | 12,000         | Грајфсвалд |
| Универзитет у Фрајбургу       | 1457            | 24,700         | Фрајбург   |
| Универзитет у Минхену         | 1472            | 50,918         | Минхен     |
| Универзитет у Тубингену       | 1477            | 28,700         | Тубинген   |
| Универзитет у Хале-Витенбергу | 1502            | 18,500         | Хале       |
| Универзитет у Марбургу        | 1527            | 24,000         | Марбург    |
| Универзитет у Јени            | 1558            | 19,000         | Јена       |

## Универзитети савезних држава
Немачку чине 16 савезних држава. У овом пасусу се налазе немачке савезне државе и неки од њихових универзитета.

### Баварска и Баден-Виртемберг (југ)
- Универзитет у Минхену

- Универзитет у Тибингену

- Универзитет Фрајбургу

- Универзитет у Хајделбергу

- Универзитет у Аугзбургу

- Универзитет у Бајројту

- Универзитет у Констанцу

- Универзитет у Манхајму

- Универзитет у Пасау

- Универзитет у Регенсбургу

- Универзитет у Штутгарту

- Универзитет у Улму

- Универзитет у Вирцбургу

### Берлин, Браденбург, Саксонија-Анхалт, Саксонија, и Тирингија (исток)
- Хумболтов универзитет у Берлину

- Универзитет у Јени

- Универзитет у Лајпцигу

- Универзитет уметности у Берлину

- Слободни универзитет у Берлину

- Универзитет у Вајмару

- Универзитет Виадрина

- Универзитет у Дрездену

- Универзитет у Ерфурту

- Универзитет у Магдебургу

- Универзитет у Потсдаму

- Универзитет у Халеу

### Сарланд, Северна Рајна-Вестфалија, Хесен (запад)
- Универзитет у Бону

- Универзитет у Келну

- Универзитет у Ахену

- Универзитет у Билефелду

- Универзитет у Бохуму

- Универзитет у Гисену

- Универзитет у Дизелдорфу

- Универзитет у Дортмунду

- Универзитет у Дуизбургу и Есену

- Универзитет у Каселу

- Универзитет у Мајнцу

- Универзитет у Марбургу

- Универзитет у Минстеру

- Универзитет у Сарбрикену

- Универзитет у Триру

- Универзитет у Зигену

- Универзитет у Вуперталу

### Бремен, Доња Саксонија, Хановер и Шлезвиг-Холштајн (север)
- Универзитет у Гетингену

- Универзитет у Бремену

- Универзитет у Грајфсвалду

- Универзитет у Килу

- Универзитет у Либеку

- Универзитет у Линебургу

- Универзитет у Оснабрику

- Универзитет у Ростоку

- Универзитет у Фехти

- Универзитет у Фленсбургу

- Универзитет у Хамбургу

- Универзитет у Хановеру